# Mexikos provisoriska regering (1823–1824)
Mexikos provisoriska regering var en organisation som kallades Högsta verkställande makten (spanska: Supremo Poder Ejecutivo) som fungerade som verkställande makt i Mexiko mellan 1823 och 1824, efter att det Första mexikanska kejsardömet och Agustín I fallit. Man skapade en federal republik,  Mexikos förenta stater som fanns från 1 april  1823 till 10 oktober 1824.

## Medlemmar
| Statsöverhuvud | Statsöverhuvud          | Tillträdde   | Avgick          | Noterbart |
| -------------- | ----------------------- | ------------ | --------------- | --------- |
|                | Nicolás Bravo           | 31 mars 1823 | 10 oktober 1824 |           |
|                | Guadalupe Victoria      | 31 mars 1823 | 10 oktober 1824 |           |
|                | Pedro Celestino Negrete | 31 mars 1823 | 10 oktober 1824 |           |
|                | Mariano Michelena       | 1 april 1823 | 10 oktober 1824 | Suppleant |
|                | Miguel Domínguez        | 1 april 1823 | 10 oktober 1824 | Suppleant |
|                | Vicente Guerrero        | 1 april 1823 | 10 oktober 1824 | Suppleant |

### Fotnoter
1. ↑  ”Manifiesto del Supremo Poder Ejecutivo.”. 500 años de Mexico en documentos. Arkiverad från originalet den 10 juni 2019. https://web.archive.org/web/20190610162754/http://www.biblioteca.tv/artman2/publish/1823_122/Manifiesto_del_Supremo_Poder_Ejecutivo_dirigido_al_188.shtml. Läst 5 oktober 2010.
2. ↑  ”31 de marzo de 1823.”. Gobierno Federal. Arkiverad från originalet den 6 oktober 2010. https://web.archive.org/web/20101006153849/http://bicentenario.gob.mx/index.php?option=com_content&view=article&id=858:31-de-marzo-de-1823-se-nombra-un-triunvirato-compuesto-por-nicolas-bravo-guadalupe-victoria-y-pedro-celestino-negrete-para-hacerse-cargo-de-la-nacion-&catid=116:marzo&Itemid=215. Läst 5 oktober 2010.
3. ↑  INEHRM Secretaría de Gobernación Arkiverad 25 mars 2014 hämtat från the Wayback Machine.
4. ↑  ”El Viajero en México (Pág. 30)”. CDigital. http://cdigital.dgb.uanl.mx/la/1020004349/1020004349_004.pdf. Läst 12 september 2010.
5. ↑  ”Decreto. Nombramiento de los individuos que han de componer el poder ejecutivo.” (på spanish). 500 años de México en documentos. Arkiverad från originalet den 23 augusti 2017. https://web.archive.org/web/20170823072436/http://www.biblioteca.tv/artman2/publish/1823_122/Decreto_Nombramiento_de_los_individuos_que_han_de_componer_el_poder_ejecutivo.shtml. Läst 8 augusti 2011.
6. ↑  ”Decreto. Nombramiento de suplentes para el supremo poder ejecutivo.” (på spanish). 500 años de México en documentos. Arkiverad från originalet den 23 augusti 2017. https://web.archive.org/web/20170823072351/http://www.biblioteca.tv/artman2/publish/1823_122/Decreto_Nombramiento_de_suplentes_para_el_supremo_poder_ejecutivo.shtml. Läst 8 augusti 2011.
7. ↑  ”Vicente Guerrero, 1782-1831.” (på spanish). Gobierno Federal. Arkiverad från originalet den 12 augusti 2011. https://web.archive.org/web/20110812165003/http://www.bicentenario.gob.mx/index.php?option=com_content&view=article&id=65:vicente-guerrero-1783-1831&catid=84:biografias-independencia. Läst 8 augusti 2011.